# علم كونيتيكت

علم کونینیکت

يتكون علم كونيتيكت من درع باروكي أبيض فيه ثلاث شجيرات عنب على كل واحدة ثلاثة عناقيد أرجوانية اللون على خلفية من الأزرق السماوي. تحت الدرع شريط مكتوب عليه "Qui Transtulit Sustinet" بمعنى (الذي ما زال يحافظ على الزرع) الذي هو الشعار الوطني للولاية. اعنمدت الجمعية العامة لكونيتيكت العلم عام 1897 بعد أن قدمه الحاكم أوين فنسنت كوفين عام 1895.
التصميم مستوحى من شعار مستعمرة سايبروك التي أقيمت في عام 1639. عندما اشترت كونيتيكت المستعمرة عام 1644 انتقل الشعار إليها. في عام 1711 عدل الشعار إلى الشكل الحالي.